# Parafia Najświętszej Maryi Panny Wspomożenia Wiernych w Gliwicach
Parafia Najświętszej Maryi Panny Wspomożenia Wiernych w Gliwicach – parafia rzymskokatolicka w Gliwicach w dzielnicy Sośnica, należy do dekanatu Gliwice-Sośnica w diecezji gliwickiej.
Parafia prowadzi księgi metrykalne (chrztów, ślubów i zgonów)  od 1911 roku. Cmentarz parafialny znajduje się przy ul. Cmentarnej.

## Zasięg parafii
Do parafii należą mieszkańcy Gliwic (ulice: Bema, Beskidzka, Bieszczadzka, Bracka, Chodźki, Cmentarna, Drzymały, Gankowa, Głogowska, Goduli, Gromadzka, Karpacka, Kasprowicza z wyjątkiem nr 41, 44 i 44a, ks. Korczoka, Limanowskiego, Na Filarze, Nadbrzeżna, Niedurnego, Odrowążów, Poznańska, Pusta, Reja, Reymonta, Sikorskiego, Skarbnika, Sołtysia, ks. Stabika, Staszica, Sudecka, Szczęść Boże, Sztygarska, Szybowa, Tatrzańska, Wawelska, Węglowa, Wielicka z wyjątkiem nr 48, 50 i 52, Zawodna i Związkowa).